# Sonja Jonczewa
Sonja Jonczewa (bułg. Соня Йончева; ur. 25 grudnia 1981 w Płowdiwie) – bułgarska śpiewaczka operowa, sopran.
Zaczęła śpiewać w dziecięcym chórze Detska kitka (bułg. Детска китка, dosłownie „Nadgarstek dziecięcy”) w wieku sześciu lat. Uczyła się śpiewu i gry na fortepianie w Płowdiwie. Ukończyła śpiew klasyczny w Konserwatorium Genewskim.
Otrzymała wyróżnienia w Światowym Konkursie Operowym Operalia w Mediolanie (w 2010 r.) i Aix-en-Provence (w 2007 r.), a także w swojej ojczyźnie w konkursie muzyki niemieckiej i austriackiej (w 2001 r.), w konkursie bułgarskiej muzyki klasycznej (2000), i wielu innych.
Śpiewa w przedstawieniach i koncertach między innymi w mediolańskim Teatro alla Scala, w Teatro Real w Madrycie, w Operze Narodowej w Pradze, na festiwalu w Montpellier, w Operze w Lille i w Brooklyn Academy of Music w Nowym Jorku.
Jej brat to Marin Jonczew, zwycięzca pierwszej bułgarskiej edycji programu telewizyjnego Star Academy.